# Tillandsia sucrei
Tillandsia sucrei är en gräsväxtart som beskrevs av Edmundo Pereira. Tillandsia sucrei ingår i släktet Tillandsia och familjen Bromeliaceae. Inga underarter finns listade i Catalogue of Life.

## Bildgalleri

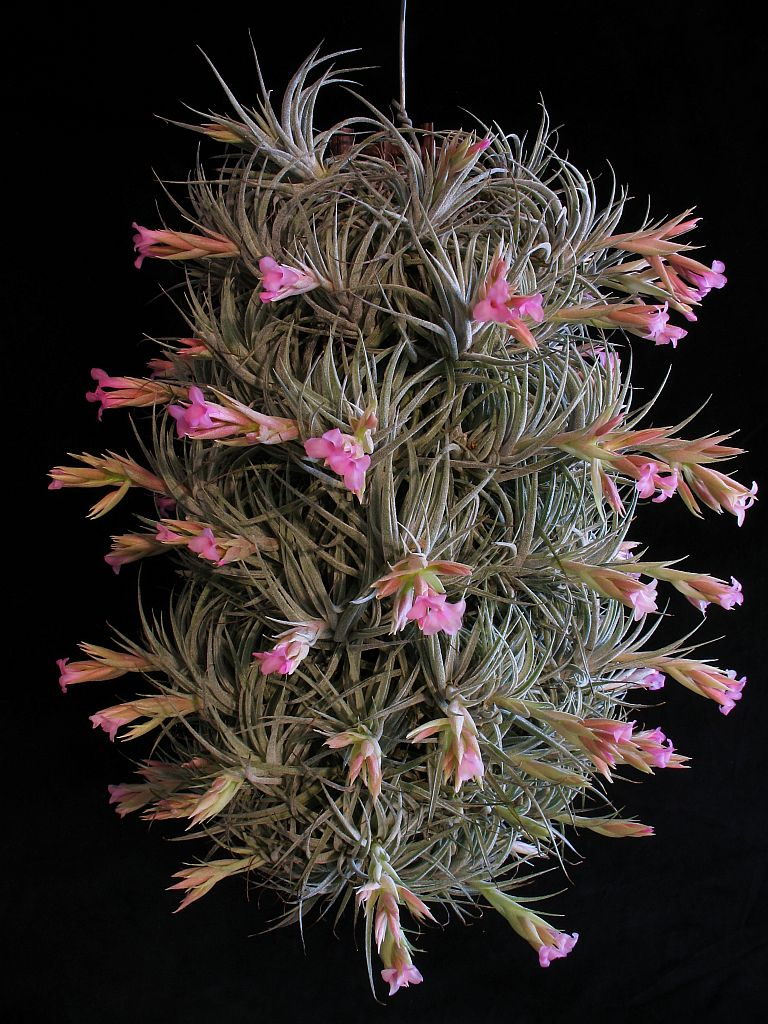
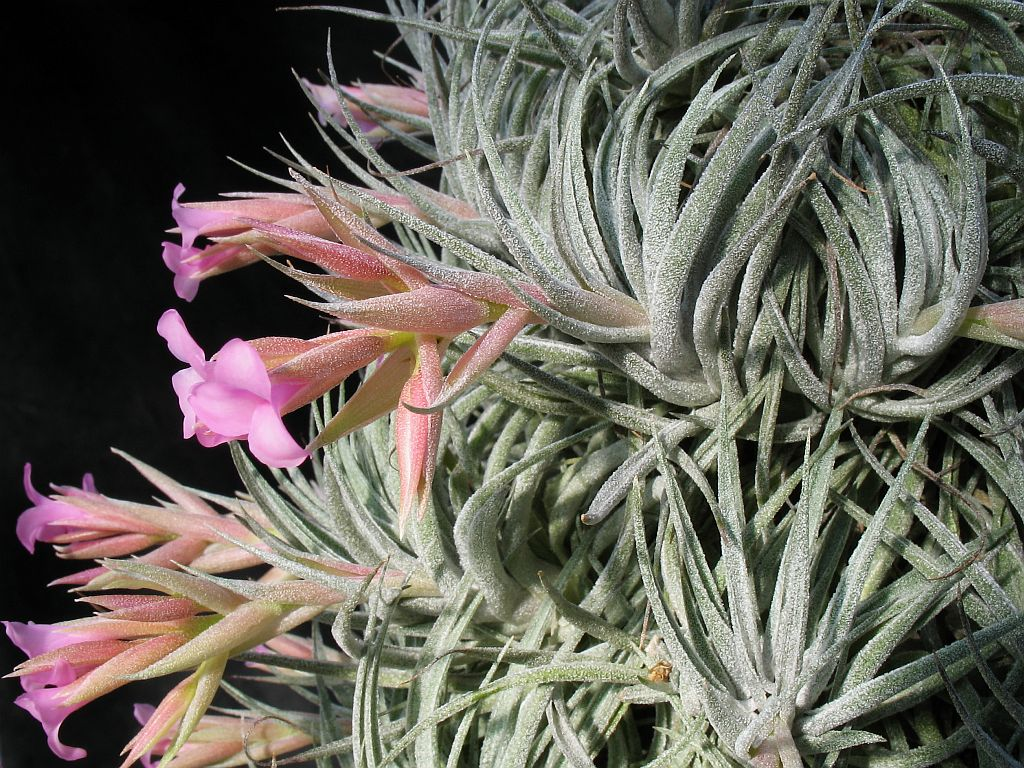
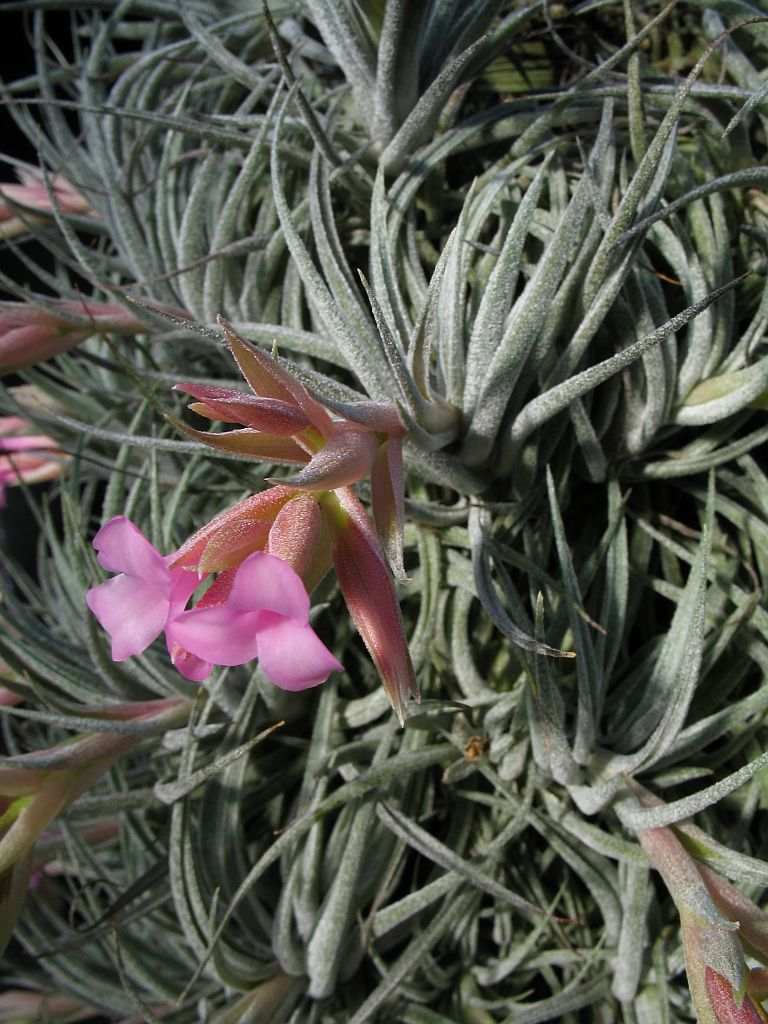